# Jean Ollivier
Jean Ollivier (Paimpol, 1925 - 30 december 2005) was een Frans stripauteur.
Hij was een van de medewerkers die vanaf het begin in 1945 meewerkten aan uitgaves van Éditions Vaillant. Tijdens het gehele bestaan van deze uitgeverij tot 1993 schreef hij scenario's voor vele stripreeksen, waaronder Ayak, de witte wolf (met Eduardo Teixeira Coelho), Dokter Justice (Raphaël Marcello), Robin des bois (Lucien Nortier), Le Cormoran (Lucien Nortier en Paul Gillon), P'tit Joc (André Joy), Ragnar le Viking (Eduardo Teixeira Coelho), Jacques Flash (Pierre Leguen), Davy Crockett (Eduardo Teixeira Coelho en Roger Chevallier), Wango (Eduardo Teixeira Coelho en Paul Gillon), Loup Noir (Roger Chevallier), Cogan (Christian Gaty) en Yvain le Chevalier (José de Huescar).
Hij schreef verder scenario's voor reeksen als Marco Polo (met Enzo Chiomenti), Roodbaard (Christian Gaty), Lancelot (Santo d'Amico), Ivanhoé (Otello Scarpelli) en Puma Noir (Joseph Garcia). Ook schreef hij vele jeugdboeken, waaronder Met Erik de Rode koers west, Tonnie en de Kangoeroe en De twee verdwenen lepelaars.